# جويل تي. هيدلي
جويل تي. هيدلي هو مؤرخ وكاتب ومؤلف وصحفي وسياسي أمريكي، ولد في 30 ديسمبر 1814 في Walton (town), New York ‏ في الولايات المتحدة، وتوفي في 30 ديسمبر 1897 في نيوبورغ في الولايات المتحدة. انتخب عضو جمعية ولاية نيويورك ‏.